# 3079 Schiller
3079 Schiller este un asteroid din centura principală, descoperit pe 24 septembrie 1960 de PLS.